# Роквидаль
Роквида́ль (фр. Roquevidal, окс. Ròcavidal) — коммуна во Франции, находится в регионе Юг — Пиренеи. Департамент — Тарн. Входит в состав кантона Лавор-Кокань. Округ коммуны — Кастр.
Код INSEE коммуны — 81229.

## География

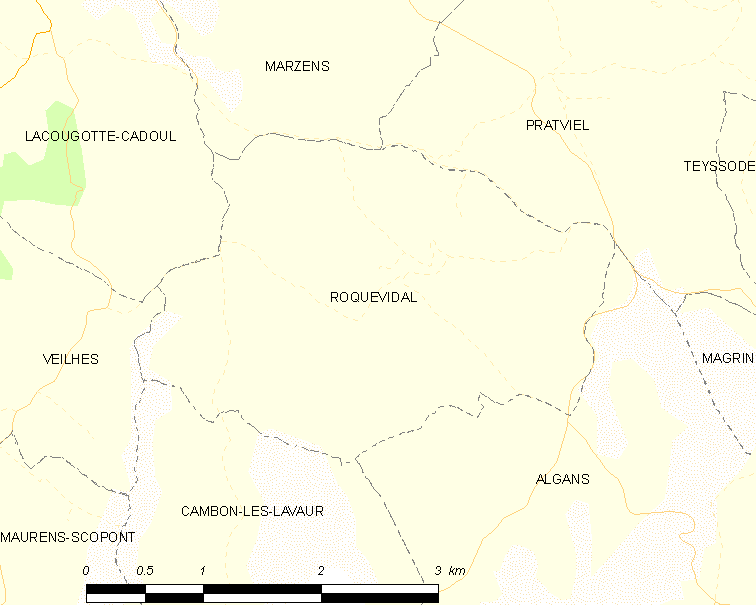
Карта коммуны

Коммуна расположена приблизительно в 590 км к югу от Парижа, в 34 км восточнее Тулузы, в 45 км к юго-западу от Альби.

## Климат
Климат умеренно-океанический. Зима мягкая и дождливая, лето жаркое с частыми грозами. Ветры довольно редки.

## Население
Население коммуны на 2010 год составляло 122 человека.
| 1962 | 1968 | 1975 | 1982 | 1990 | 1999 | 2010 |
| ---- | ---- | ---- | ---- | ---- | ---- | ---- |
| 135  | 121  | 82   | 89   | 120  | 129  | 122  |

## Администрация
| Период | Период | Фамилия        | Партия | Примечания |
| ------ | ------ | -------------- | ------ | ---------- |
| 2001   | 2014   | Катрин Дамиано |        |            |
| 2014   | 2020   | Жан-Мари Жулья |        |            |

## Экономика
В 2007 году среди 85 человек в трудоспособном возрасте (15—64 лет) 57 были экономически активными, 28 — неактивными (показатель активности — 67,1 %, в 1999 году было 67,9 %). Из 57 активных работали 55 человек (31 мужчина и 24 женщины), безработных было 2 (1 мужчина и 1 женщина). Среди 28 неактивных 9 человек были учениками или студентами, 12 — пенсионерами, 7 были неактивными по другим причинам.

## Достопримечательности
- Замок Роквидаль (XIV век). Исторический памятник с 1943 года.[4]